# Макшеррістаун (Пенсільванія)
Макшеррістаун (англ. McSherrystown) — місто (англ. borough) в США, в окрузі Адамс штату Пенсільванія. Населення — 3077 осіб (2020).

## Географія
Макшеррістаун розташований за координатами 39°48′13″ пн. ш. 77°1′12″ зх. д. / 39.80361° пн. ш. 77.02000° зх. д. (39.803527, -77.019890).  За даними Бюро перепису населення США в 2010 році місто мало площу 1,33 км², уся площа — суходіл.

## Демографія
Згідно з переписом 2010 року, у селищі мешкало 3038 осіб у 1282 домогосподарствах у складі 772 родин. Густота населення становила 2292 особи/км².  Було 1355 помешкань (1022/км²).
Расовий склад населення:
| - 94,6 % — білих - 1,2 % — чорних або афроамериканців - 0,8 % — азіатів - 0,2 % — корінних американців - 2,0 % — осіб інших рас |

До двох чи більше рас належало 1,3 %. Частка іспаномовних становила 5,3 % від усіх жителів.
За віковим діапазоном населення розподілялося таким чином: 25,9 % — особи молодші 18 років, 57,3 % — особи у віці 18—64 років, 16,8 % — особи у віці 65 років та старші. Медіана віку мешканця становила 36,1 року. На 100 осіб жіночої статі у селищі припадало 82,4 чоловіків;  на 100 жінок у віці від 18 років та старших — 79,7 чоловіків також старших 18 років.
Середній дохід на одне домашнє господарство  становив 49 800 доларів США (медіана — 36 456), а середній дохід на одну сім'ю — 62 736 доларів (медіана — 54 594). Медіана доходів становила 46 534 долари для чоловіків та 26 813 долари для жінок. За межею бідності перебувало 5,6 % осіб, у тому числі 1,3 % дітей у віці до 18 років та 17,4 % осіб у віці 65 років та старших.
Цивільне працевлаштоване населення становило 1480 осіб. Основні галузі зайнятості: виробництво — 23,8 %, освіта, охорона здоров'я та соціальна допомога — 17,7 %, мистецтво, розваги та відпочинок — 17,2 %.